# Ça me fait rêver (chanson)
Pour l’article homonyme, voir Ça me fait rêver.

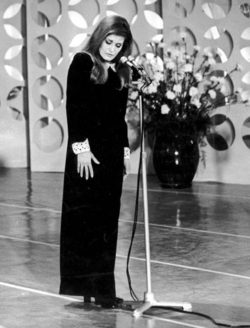
Dalida en 1967.

Ça me fait rêver est un pot-pourri de Dalida sorti en 1978. La chanson a été vendue à plus de 150 000 exemplaires en 1978 en France.